# Мениантин
Гликозид мениатин (C31H50O14). Так же, как и фолиаментин, является таксономическим маркером вахтовых. Желтоватая, вязкая, аморфная масса, дающая при гидролизе с растворёнными кислотами мениантол (C8H8O) — летучую жидкость с запахом горького миндаля. Используется как вещество, сильно усиливающее аппетит, в виде экстракта, настоек, сборов и в таблетках.
Применяется в целях усиление аппетита и в наши дни. Раздражая вкусовые рецепторы слизистых оболочек рта и языка, он усиливает секрецию всех желез желудочно-кишечного тракта, улучшают перистальтику желудка и кишечника, стимулируют выделение желчи и оказывают противовоспалительное, послабляющее и антигельминтное действие.
В исследование данного фермента во время опытов использовались овцы, спонтанно инвазированные стронгилятами, строгилоидами и другими паразитами. Изучались противопаразитарные свойства при смешанных гельминтозах овец отвара и порошка путем назначения их внутрь индивидуально. Были сформированы три группы овец по 10 животных в каждой. Перед проведением опыта были проведены копроскопические исследования на наличие гельминтов. Животным первой группы задавали отвар вахты трехлистной в дозе 3 мл/кг два раз в день в течение трех дней подряд. Животным второй группы задавали порошок листьев вахты трехлистной 3 г/кг два раза в день в течение трех дней подряд. Животные третьей группы служили контролем и препарат не получали. Животные в течение опыта находились в одинаковых условиях содержания. Кормление животных осуществлялось в соответствии с зоотехническими нормами. Ежедневно проводили клинический осмотр поголовья.
При клиническом наблюдении за животными, спонтанно инвазированными паразитами желудочно-кишечного тракта, до введения препаративных форм вахты трехлистной было отмечено ухудшение общего состояния, что выражалось в угнетении животных, видимые слизистые оболочки были анемичны, шерсть тусклая, животные малоподвижны, аппетит снижен. Копроскопические исследования проводились до дачи препаратов, на 1, 3, 5, 10-й день исследования. Наиболее высокий антигельминтный эффект получен при использовании отвара вахты трехлистной. При этом экстенсивность препарата составила 97,2-100 %, интенсивность — 100 %. В конце опыта животные были подвергнуты убою (по 3 из каждой группы) для установления наличия кишечных паразитов.
Исходя из представленных выше данных, можно сделать вывод, что мениантин способен усиливать перистальтику желудка. На сегодняшний день нельзя точно сказать, вызывает ли улучшение двигательной активности гладких мышц усиление слюноотделения или тут задействован помимо этого ещё какой- либо механизм, например непосредственное влияние на мышцы через ионный обмен.

## Спискок Интернет- источников
https://present5.com/glikozidy-adenozin-sinigrin-mangiferin-iridoidy-iridodial/
http://www.dslib.net/farmakognozia/razrabotka-metodik-identifikacii-i-opredelenija-soderzhanija-iridoidov-v.html
https://allchemistry.info/services/onlayn-redaktor-himicheskih-formul
https://allchemistry.info/services/onlayn-redaktor-himicheskih-formul
https://www.vsavm.by/wp-content/uploads/2013/11/Sbornik-konferencii-PARAZITOCENOLOGIYa.pdf

## Библиографические ресурсы
«Большая медицинская энциклопедия» Том 32, главный редактор Н. А. Семашенко, гос. издательство биологической и медицинской литературы, г. Москва, 1935 год.